# Dyskografia Brodki
Dyskografia Brodki składa się z pięciu albumów studyjnych, jednego albumu koncertowego, czterech minialbumów, trzydziestu sześciu singli oraz dwudziestu ośmiu teledysków.

## Albumy studyjne
| Rok  | Dane dot. albumu | Najwyższa pozycja na liście | Certyfikat                | Sprzedaż       |
| Rok  | Dane dot. albumu | POL                         | Certyfikat                | Sprzedaż       |
| ---- | --- | --------------------------- | ------------------------- | -------------- |
| 2004 | Album - Wydany: 25 października 2004 - Wytwórnia: BMG Poland - Format: CD, LP, digital download                               | 6                           | - POL: złota płyta        | - POL: 35 000+ |
| 2006 | Moje piosenki - Wydany: 20 listopada 2006 - Wytwórnia: Sony BMG Music Entertainment Poland - Format: CD, LP, digital download | 7                           | - POL: złota płyta        | - POL: 15 000+ |
| 2010 | Granda - Wydany: 20 września 2010 - Wytwórnia: Sony Music Entertainment Poland - Format: CD, CD/DVD, LP, digital download     | 2                           | - POL: 2× platynowa płyta | - POL: 60 000+ |
| 2016 | Clashes - Wydany: 13 maja 2016 - Wytwórnia: Kayax - Format: CD, LP, digital download                                          | 1                           | - POL: platynowa płyta    | - POL: 30 000+ |
| 2021 | Brut - Wydany: 28 maja 2021 - Wytwórnia: Kayax - Format: CD, LP, digital download                                             | 5                           |                           |                |
| 2024 | WAWA - Wydany: 26 lipca 2024 - Wytwórnia: Kayax, Muzeum Powstania Warszawskiego - Format: CD, LP, digital download            | 2                           |                           |                |

## Minialbumy
| Rok                            | Dane dot. albumu                                                                                        | Najwyższa pozycja na liście |
| Rok                            | Dane dot. albumu                                                                                        | POL                         |
| ------------------------------ | --- | --------------------------- |
| 2004                           | Mini Album vol. 1 - Wydany: 27 września 2004 - Wytwórnia: BMG Poland - Format: CD, digital download     | 2                           |
| 2004                           | Mini Album vol. 2 - Wydany: 25 października 2004 - Wytwórnia: BMG Poland - Format: CD, digital download | 21                          |
| 2012                           | LAX - Wydany: 30 maja 2012 - Wytwórnia: Kayax - Format: CD, CD/DVD, LP, digital download                | –                           |
| 2022                           | Sadza - Wydany: 28 października 2022 - Wytwórnia: Kayax - Format: CD, digital download                  | 8                           |
| „–” pozycja nie była notowana. | |                             |

## Albumy koncertowe
| Rok  | Dane dot. albumu                                                                                      | Najwyższa pozycja na liście |
| Rok  | Dane dot. albumu                                                                                      | POL                         |
| ---- | --- | --------------------------- |
| 2018 | MTV Unplugged - Wydany: 7 grudnia 2018 - Wytwórnia: Kayax - Format: CD, LP, digital download, box set | 1                           |

## Single
| Rok                                                                                | Tytuł                                                                                              | Najwyższe pozycje na listach | Najwyższe pozycje na listach | Najwyższe pozycje na listach | Najwyższe pozycje na listach | Najwyższe pozycje na listach | Najwyższe pozycje na listach | Certyfikat                | Sprzedaż        | Album                                    |
| Rok                                                                                | Tytuł                                                                                              | POL                          | POL                          | RMF                          | LP3                          | SLiP                         | WiR                          | Certyfikat                | Sprzedaż        | Album                                    |
| Rok                                                                                | Tytuł                                                                                              | AirPlay                      | AirPlay nowości              | RMF                          | LP3                          | SLiP                         | WiR                          | Certyfikat                | Sprzedaż        | Album                                    |
| ---------------------------------------------------------------------------------- | -------------------------------------------------------------------------------------------------- | ---------------------------- | ---------------------------- | ---------------------------- | ---------------------------- | ---------------------------- | ---------------------------- | ------------------------- | --------------- | ---------------------------------------- |
| 2004                                                                               | „Ten”                                                                                              | 1                            | –                            | 1                            | 13                           | 2                            | 8                            | brak                      | brak danych     | Album                                    |
| 2004                                                                               | „Dziewczyna mojego chłopaka”                                                                       | 1                            | 5                            | 1                            | 11                           | 4                            | –                            | brak                      | brak danych     | Album                                    |
| 2005                                                                               | „Miałeś być”                                                                                       | 1                            | –                            | 1                            | 12                           | 1                            | 7                            | brak                      | brak danych     | Album (reedycja)                         |
| 2006                                                                               | „Znam cię na pamięć”                                                                               | 1                            | –                            | 1                            | 15                           | 5                            | 1                            | brak                      | brak danych     | Moje piosenki                            |
| 2007                                                                               | „Miał być ślub”                                                                                    | –                            | –                            | 1                            | –                            | 14                           | 8                            | brak                      | brak danych     | Moje piosenki                            |
| 2010                                                                               | „W pięciu smakach”                                                                                 | –                            | –                            | –                            | 3                            | 4                            | 1                            | brak                      | brak danych     | Granda                                   |
| 2010                                                                               | „Granda”                                                                                           | –                            | –                            | –                            | 3                            | 2                            | –                            | brak                      | brak danych     | Granda                                   |
| 2011                                                                               | „Krzyżówka dnia”                                                                                   | –                            | –                            | –                            | 14                           | 9                            | –                            | brak                      | brak danych     | Granda                                   |
| 2012                                                                               | „Varsovie”                                                                                         | –                            | –                            | 1                            | 1                            | 1                            | –                            | brak                      | brak danych     | LAX                                      |
| 2012                                                                               | „Dancing Shoes” (Kamp! remix)                                                                      | –                            | –                            | –                            | 13                           | 1                            | –                            | brak                      | brak danych     | LAX                                      |
| 2014                                                                               | „Elektryczny” (oraz Dawid Podsiadło)                                                               | –                            | –                            | –                            | 1                            | –                            | –                            | brak                      | brak danych     | Męskie Granie 2014                       |
| 2016                                                                               | „Horses”                                                                                           | –                            | –                            | –                            | 1                            | 12                           | –                            | brak                      | brak danych     | Clashes                                  |
| 2016                                                                               | „Santa Muerte”                                                                                     | –                            | –                            | –                            | 4                            | –                            | –                            | brak                      | brak danych     | Clashes                                  |
| 2016                                                                               | „Up in the Hill”                                                                                   | –                            | –                            | –                            | 13                           | –                            | –                            | brak                      | brak danych     | Clashes                                  |
| 2017                                                                               | „My Name Is Youth”                                                                                 | –                            | –                            | –                            | 19                           | –                            | –                            | brak                      | brak danych     | Clashes                                  |
| 2017                                                                               | „Nieboskłon” (oraz Tomasz Organek i Piotr Rogucki)                                                 | –                            | –                            | –                            | 1                            | –                            | 4                            | brak                      | brak danych     | Męskie Granie 2017                       |
| 2018                                                                               | „Wszystko, czego dziś chcę” (oraz A_GIM)                                                           | 61                           | 3                            | –                            | 1                            | 2                            | 2                            | - POL: 2× platynowa płyta | - POL: 40 000+  | Rojst (ścieżka dźwiękowa)                |
| 2018                                                                               | „Granda” (oraz The Dumplings)                                                                      | –                            | –                            | –                            | –                            | –                            | –                            | brak                      | brak danych     | MTV Unplugged                            |
| 2018                                                                               | „Varsovie 2018”                                                                                    | –                            | –                            | –                            | 22                           | –                            | –                            | brak                      | brak danych     | MTV Unplugged                            |
| 2019                                                                               | „Syberia” (gościnnie: Krzysztof Zalewski)                                                          | –                            | –                            | –                            | 16                           | –                            | –                            | brak                      | brak danych     | MTV Unplugged                            |
| 2021                                                                               | „Wrong Party” (oraz Scottibrains)                                                                  | –                            | –                            | –                            | X                            | –                            | –                            | brak                      | brak danych     | Brut (edycja specjalna)                  |
| 2021                                                                               | „Game Change”                                                                                      | –                            | –                            | –                            | X                            | 22                           | –                            | brak                      | brak danych     | Brut                                     |
| 2021                                                                               | „Hey Man”                                                                                          | –                            | –                            | –                            | X                            | –                            | –                            | brak                      | brak danych     | Brut                                     |
| 2021                                                                               | „Ostatni” (oraz Tymek i Urbanski)                                                                  | –                            | –                            | –                            | X                            | –                            | 1                            | - POL: platynowa płyta    | - POL: 50 000+  | Rojst ‘97 (ścieżka dźwiękowa)            |
| 2022                                                                               | „Sadza”                                                                                            | –                            | –                            | –                            | X                            | –                            | –                            | brak                      | brak danych     | Sadza                                    |
| 2022                                                                               | „Monika”                                                                                           | –                            | –                            | –                            | X                            | –                            | –                            | brak                      | brak danych     | Sadza                                    |
| 2023                                                                               | „Wszystko mi mówi, że mnie ktoś pokochał”                                                          | –                            | X                            | –                            | X                            | –                            | –                            | brak                      | brak danych     | –                                        |
| 2023                                                                               | „Gad”                                                                                              | –                            | X                            | –                            | X                            | –                            | –                            | brak                      | brak danych     | –                                        |
| 2023                                                                               | „Całkiem nowa bajka” (oraz Igo, Kaśka Sochacka, Mrozu, Artur Rojek, Ralph Kaminski, Bedoes, Sokół) | 3                            | X                            | 1                            | X                            | 1                            | –                            | - POL: diamentowa płyta   | - POL: 250 000+ | Akademia Pana Kleksa (ścieżka dźwiękowa) |
| 2024                                                                               | „List” (oraz Jann i Urbanski)                                                                      | –                            | X                            | –                            | X                            | –                            | –                            | brak                      | brak danych     | Rojst Millenium (ścieżka dźwiękowa)      |
| 2024                                                                               | „Myślę sobie, Ż” (oraz Igo)                                                                        | –                            | X                            | –                            | X                            | –                            | –                            | brak                      | brak danych     | –                                        |
| 2024                                                                               | „Błyszczę” (oraz Margaret i Rosalie.)                                                              | –                            | X                            | –                            | X                            | –                            | –                            | brak                      | brak danych     | –                                        |
| 2024                                                                               | „Moja droga” (oraz Hades i 2K88)                                                                   | –                            | X                            | –                            | 35                           | –                            | –                            | brak                      | brak danych     | WAWA                                     |
| 2024                                                                               | „Spotkanie z Warszawą”                                                                             | –                            | –                            | –                            | 2                            | –                            | –                            | brak                      | brak danych     | WAWA                                     |
| 2024                                                                               | „Sierpień”                                                                                         | –                            | –                            | –                            | 19                           | –                            | –                            | brak                      | brak danych     | WAWA                                     |
| „–” pozycja nie była notowana. „X” oznacza, że lista nie istniała w danym okresie. | |                              |                              |                              |                              |                              |                              |                           |                 |                                          |

### Występy gościnne
| Rok                                                                                | Tytuł                                              | Najwyższe pozycje na listach | Najwyższe pozycje na listach | Najwyższe pozycje na listach | Certyfikat             | Sprzedaż       | Album         |
| Rok                                                                                | Tytuł                                              | RMF                          | LP3                          | SLiP                         | Certyfikat             | Sprzedaż       | Album         |
| ---------------------------------------------------------------------------------- | -------------------------------------------------- | ---------------------------- | ---------------------------- | ---------------------------- | ---------------------- | -------------- | ------------- |
| 2008                                                                               | „Niagara Falls” (Silver Rocket, gościnnie: Brodka) | 4                            | 37                           | –                            | brak                   | brak danych    | Tesla         |
| 2021                                                                               | „Żar (Tak to robię)” (PRO8L3M, gościnnie: Brodka)  | –                            | X                            | 28                           | - POL: platynowa płyta | - POL: 50 000+ | Fight Club    |
| 2023                                                                               | „Adderall” (Kukon, gościnnie: Brodka)              |                              | X                            |                              | - POL: złota płyta     | - POL: 25 000+ | Organic Human |
| „–” pozycja nie była notowana. „X” oznacza, że lista nie istniała w danym okresie. |                                                    |                              |                              |                              |                        |                |               |

#### Inne
| Rok  | Album                   | Utwór                                 | Źródło |
| ---- | ----------------------- | ------------------------------------- | ------ |
| 2005 | WSZ & CNE – Jeszcze raz | „Horoskop” (gościnnie: Monika Brodka) | [ 27 ] |

## Teledyski
| Rok  | Tytuł                           | Reżyseria                           | Źródło |
| ---- | ------------------------------- | ----------------------------------- | ------ |
| 2004 | „Ten”                           | Iza Poniatowska                     | [ 28 ] |
| 2005 | „Miałeś być...”                 | Anna Maliszewska                    | [ 28 ] |
| 2006 | „Znam cię na pamięć”            | Mikołaj Górecki                     | [ 29 ] |
| 2007 | „Miał być ślub”                 | Wojciech Zieliński                  | [ 30 ] |
| 2010 | „W pięciu smakach”              | Katarzyna Kijek, Przemysław Adamski | [ 31 ] |
| 2011 | „Krzyżówka dnia”                | Krzysztof Skonieczny                | [ 32 ] |
| 2012 | „Varsovie”                      | Antoni Nykowski                     | [ 33 ] |
| 2012 | „Dancing Shoes” (Kamp! remix)   | Joseph K                            | [ 34 ] |
| 2016 | „Horses”                        | Zbigniew Bzymek                     | [ 35 ] |
| 2016 | „Santa Muerte”                  | Monika Brodka                       | [ 36 ] |
| 2016 | „Up in the Hill”                | Monika Brodka                       | [ 37 ] |
| 2017 | „My Name Is Youth”              | Aneta Grzeszykowska, Jan Smaga      | [ 38 ] |
| 2017 | „Haiti”                         | Bownik                              | [ 39 ] |
| 2017 | „Funeral”                       | Kevin Bray                          | [ 40 ] |
| 2017 | „Holy Holes”                    | Janek Simon                         | [ 41 ] |
| 2018 | „Wszystko, czego dziś chcę”     | Michał Marczak                      | [ 42 ] |
| 2018 | „Granda (Rework)”               | Monika Brodka                       | [ 43 ] |
| 2018 | „Varsovie (MTV Unplugged)”      | Agnieszka Smoczyńska                | [ 44 ] |
| 2019 | „Syberia (MTV Unplugged)”       | Agnieszka Smoczyńska                | [ 45 ] |
| 2021 | „Game Change”                   | Monika Brodka, Przemek Dzienis      | [ 46 ] |
| 2021 | „Hey Man”                       | Monika Brodka, Przemek Dzienis      | [ 47 ] |
| 2021 | „Ostatni”                       | Alan Willmann                       | [ 48 ] |
| 2022 | „Sadza”                         | Monika Brodka                       | [ 49 ] |
| 2022 | „Monika”                        | Monika Brodka                       | [ 50 ] |
| Inne |                                 |                                     |        |
| 2008 | Silver Rocket – „Niagara Falls” | Dawid Marcinkowski, Kasia Kifert    | [ 51 ] |
| 2014 | Męskie Granie – „Elektryczny”   | Kobas Laksa                         | [ 52 ] |
| 2017 | Męskie Granie – „Nieboskłon”    | Tadeusz Śliwa                       | [ 53 ] |
| 2021 | PRO8L3M – „Żar (Tak to robię)”  | Andiamo                             | [ 54 ] |